# 贾因色基
贾因色基（發音：[tɕàʔɪ́ɰ̃sʰeɪ̯ʔtɕí mjo̰]），另译建茵色枝，是缅甸克倫邦下辖的一个镇，该镇是賈因色基鎮區的治所。该镇除城区外，周边农村地区由克伦民族联盟/克伦民族解放军（KNU/KNLA）第6旅控制，不时与缅甸政府军爆发冲突。